# Boisardière
Die Boisardière ist ein kleiner Fluss in Frankreich, der im Département Maine-et-Loire in der Region Pays de la Loire verläuft. Sie entspringt im Gemeindegebiet von Trémentines unter dem Namen Ruisseau des Musses, entwässert generell Richtung Nordwest durch die Landschaft Mauges und mündet nach insgesamt rund 17 Kilometern im Gemeindegebiet von Beaupréau-en-Mauges als rechter Nebenfluss in die Èvre. In seinem Oberlauf quert die Boisardière die Bahnstrecke La Poissonnière–Niort und die Autobahn A87. Im Unterlauf mündet von rechts der Bach Ruisseau de Montatais in die Boisardière, was in einigen Kartenwerken von sandre.fr fälschlicherweise umgekehrt dargestellt wird.

## Orte am Fluss
(Reihenfolge in Fließrichtung)
- La Frouardère, Gemeinde Trémentines
- La Singère, Gemeinde Trémentines
- Villeneuve, Gemeinde Chemillé-en-Anjou
- La Boisadière, Gemeinde Beaupréau-en-Mauges
- Jallais, Gemeinde Beaupréau-en-Mauges
- Les Entre Èvres, Gemeinde Beaupréau-en-Mauges